# Myroxylon
Myroxylon is de botanische naam van een geslacht van bomen die voorkomen in Midden- en Zuid-Amerika.
Het geslacht is vooral bekend van de zogenaamde perubalsem en tolubalsem. Ook wordt het hout onder de naam Cabreúva gebruikt.
Het zijn groenblijvende bomen, die tot 12 m hoog worden. De ongeveer 15 cm lange, oneven geveerde bladeren hebben vijf tot dertien deelblaadjes.
De witte bloemen zitten in een pluim. In de gesteelde, 7-11 cm lange peul zit slechts één zaad.

## Systematiek
Tot het geslacht Myroxylon behoren twee soorten met enkele variëteiten.

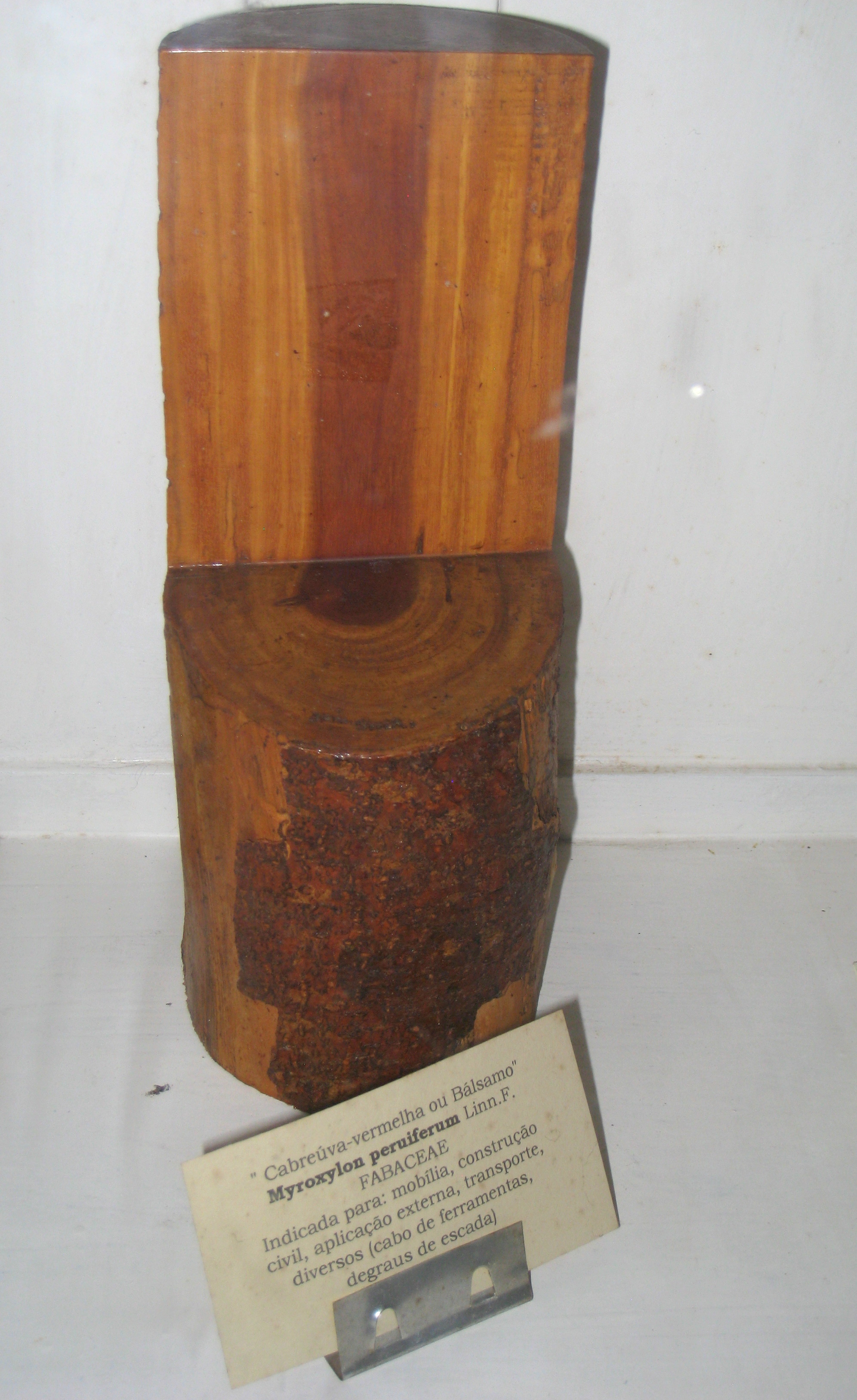
Myroxylon balsamum (L.) Harms: Met ten minste drie variëteiten: - Myroxylon balsamum var. balsamum (Syn.: Toluifera balsamum L., Myroxylon toluiferum G.Don/Kunth, Myrospermum toluiferum DC.): een 26 m hoge, rijkbloeiende boom, die voorkomt in het noordoosten van Zuid-Amerika (Guatemala, Colombia, Ecuador, Venezuela en Brazilië). „Levert“ de tolubalsem. - Myroxylon balsamum var. genuinum (Baill.) Harms - Myroxylon balsamum var. pereirae (Royle) Harms (synoniem: Myrospermum pereirae Royle, Myroxylon pereirae (Royle) Klotzsch, Toluifera pereirae (Royle) Baill.): een 2-3 m hoge, kruipende boom met losse pluimen, die de perubalsem „levert“. Komt voor in de bergbossen van San Salvador, aan de Westkust van de Verenigde Staten, Centraal-Amerika, Mexico, Costa Rica, El Salvador, Guatemala, Nicaragua en Ecuador.
- Myroxylon peruiferum L.f. (synoniem: Toluifera peruifera Baill.): Komt voor in Brazilië, Bolivia, Colombia, Peru en in het noordwesten van Argentinië. „Levert“ een met tolubalsem vergelijkbare balsem.